# Cycloschizon styracis
Cycloschizon styracis är en svampart som först beskrevs av Franz Petrak, och fick sitt nu gällande namn av Arx 1962. Cycloschizon styracis ingår i släktet Cycloschizon och familjen Parmulariaceae.   Inga underarter finns listade i Catalogue of Life.